# 硬切换
硬切换（英語：hard handover, hard handoff）包括在不同激活集、频段、频点、帧偏置之间的或者是不同CDMA运营商基站之间的切换，其工作原理是先中断与原基站的连接，再与新基站建立连接，即“先断后通”，通常会导致通话短暂中断。硬切换是CDMA/WCDMA系统中的两种越区切换中的一种，而另一种——软切换则是“先通后断”。